# Ming-Na Wen
Ming-Na Wen (Coloane, 20 november 1963) is een Amerikaans actrice van Chinese afkomst. Ze won in 1998 een Annie Award voor het inspreken van de stem van het titelpersonage in de tekenfilm Mulan. In 2001 werd ze samen met de gehele cast van televisieserie ER genomineerd voor een Screen Actors Guild Award. In 2023 kreeg ze een ster op de Hollywood Walk of Fame.
Wen speelt niet alleen lijfelijk in films en televisieseries, maar sprak ook voor verscheidene titels haar stem in. Haar eerste rol was die van Lien Hughes in de soapserie As the World Turns. Haar filmdebuut volgde in 1992, toen Rain Without Thunder uitkwam.

## Filmografie
*Exclusief televisiefilms
- Karate Kid: Legends (2025)
- Mulan (2020)
- Ralph Breaks the Internet (2018, stemrol)
- Push (2009)
- Prom Night (2008)
- The World of Mulan (korte film, 2005)
- Mulan II (2004, stemrol)
- Perfection (2004)
- Teddy Bears' Picnic (2002)
- A Ribbon of Dreams (2002, stemrol)
- Final Fantasy: The Spirits Within (2001, stemrol)
- Aki's Dream (2001, stemrol)
- Spawn 3: Ultimate Battle (1999)
- Mulan (1998, stemrol)
- 12 Bucks (1998)
- One Night Stand (1997)
- Street Fighter (1994)
- Hong Kong 97 (1994)
- Terminal Voyage (1994)
- The Joy Luck Club (1993)
- Rain Without Thunder (1992)

## Televisieseries
*Exclusief eenmalige gastrollen
- The Book of Boba Fett – Fennec Shand (2021-2022)
- Star Wars: The Bad Batch – Fennec Shand (2021-, stem)
- The Mandalorian – Fennec Shand (2019-2020)
- Guardians of the Galaxy – Phyla-Vell (2018, vier afleveringen)
- Milo Murphy's Law – Savannah (2017-2018, zeven afleveringen)
- Agents of S.H.I.E.L.D. – Melinda May (2013-2020, 136 afleveringen)
- Adventure Time – Finn's Mom (2012, drie afleveringen)
- Stargate Universe – Camille Wray (2009-2011, 31 afleveringen)
- Phineas and Ferb – Dr. Hirano (2008-2014, zes afleveringen)
- Two and a Half Men – rechter Linda Harris (2007, vier afleveringen)
- Vanished – Agent Lin Mei (2006, dertien afleveringen)
- Inconceivable – Rachel Lu (2005, drie afleveringen)
- The Batman – Detective Ellen Yin (2004-2005, vijftien afleveringen)
- ER – Dr. Jing-Mei Chen (1995-2004, 118 afleveringen)
- Spawn – Lisa Wu (1998-1999, vijf afleveringen)
- The Single Guy – Trudy (1995-1997, 43 afleveringen)
- As the World Turns – Lien Hughes nr. 1 (1988-1991)

## Privé
Wen trouwde in 1990 met scenarioschrijver Kirk Aanes, maar het huwelijk duurde slechts drie jaar. Ze hertrouwde in 1995 met Eric Michael Zee, die ze had ontmoet doordat de twee les hadden van dezelfde acteerdocent. Met Zee kreeg Wen in 2000 een dochter en in 2005 een zoon.
- Bibsys: 2010471
- Bibliothèque nationale de France: cb14238554x (data)
- Gemeinsame Normdatei: 143141538
- International Standard Name Identifier: 0000 0000 4150 2243
- Library of Congress Control Number: no2001098523
- MusicBrainz: 64f78850-3a5f-42ef-a70d-517aa229c544
- Nationale Bibliotheek van Israël: 987007423699305171
- Nationale Bibliotheek van Polen: a0000002241007
- SNAC: w6nd8sds
- Système universitaire de documentation: 075933292
- Virtual International Authority File: 218276235